# Сушков, Михаил Васильевич
Михаил Васильевич Сушков (1775 — 1792) — писатель

 и переводчик, брат Николая Васильевича Сушкова.
Родился, как можно заключить из предисловий и заявлений к посмертному изданию некоторых его произведений, в 1775 г., умер в 1792 г. — 17-ти лет. Незадолго до смерти Сушкова в журнале «Дело от безделья» были напечатаны его «Ода, писанная в течение войны с турками» (1792, ч. 11, март), логогриф «Я есмь не вещество», загадки «Я в царстве нежностей» и «Я тридцать с четырьмя», шарада «В полденных только я странах» (1792 г., май), и отдельно издан перевод с французского: «Полная баснословная история» (М., 1792, и 2-е изд., Владимир, 1799 г.).
Характерны однако для Сушкова не эти забавы пера, в которых впрочем светится неподдельный талант, встречаются свежие обороты и выражения, — характерен для него его «Российский Вертер», найденный в рукописи и изданный несколько лет спустя по смерти Сушкова. Этот небольшой роман, навеянный, без сомнения, «Вертером» Гёте и проникнутый безудержным пессимизмом, в своем роде единственное явление в литературе: судьбу его героя — самоубийство — разделил и автор. Роман является, таким образом, полной исповедью Сушкова, выражением его мировоззрения и мироощущения. Были ли какие-нибудь причины личного свойства, приведшие Сушкова к мрачному взгляду на жизнь, или же это был только философский вывод, тогда сильно распространенный и Сушковым воспринятый не только умом, но и полным сердцем, — судить трудно. Нет сомнения во всяком случае, что Сушков был чуткой и нервной натурой, широко одарённой и глубоко воспринимающей с редкой особенностью такого юного возраста, в каком покончил с собою Сушков, воспринятые мысли анализировать, развивать, перерабатывать, доводить до крайностей, а затем не только исповедовать их, но и делом им следовать. Свои воззрения он изложил в нескольких философских рассуждениях, о чем кратко сообщается в одном из примечаний к тому же «Российскому Вертеру», но по условиям цензуры они не могли увидеть света.
О характере, а отчасти и о предмете их можно судить по одному месту его завещания, в смягченной форме переданному издателем романа: «Он (Сушков) велел раздать имущество свое нищим, а попам ничего», «и для того, — прибавляет издатель, — нищие со слезами на глазах провожали прах его, а попы предали проклятию его имя»; в том же завещании Сушков дал отпускную своим крепостным. В 1803 г. братом покойного Сушков Николаем Васильевичем была издана книга под названием «Памяти брата, или собрание сочинений и переводов М. Сушкова, найденных после его смерти».